# Daisen-Oki-Nationalpark
Der Daisen-Oki-Nationalpark (japanisch 大山隠岐国立公園, Daisen Oki Kokuritsu Kōen) ist ein Nationalpark in der japanischen Region Chūgoku. Das Parkgebiet erstreckt sich über Teile der Präfekturen Tottori, Shimane und Okayama auf einer Fläche von 69.410,5 ha (Landfläche 35.353 ha, Wasserfläche 34.057,5 ha). Der Park wurde zeitgleich mit dem Fuji-Hakone-Izu-, Yoshino-Kumano- und Towada-Hachimantai-Nationalpark am 1. Februar 1936 ausgewiesen. Benannt ist er nach dem Berg Daisen und den Oki-Inseln. Das Japanische Umweltministerium ist für die Verwaltung des Parks zuständig.

## Parkgebiet

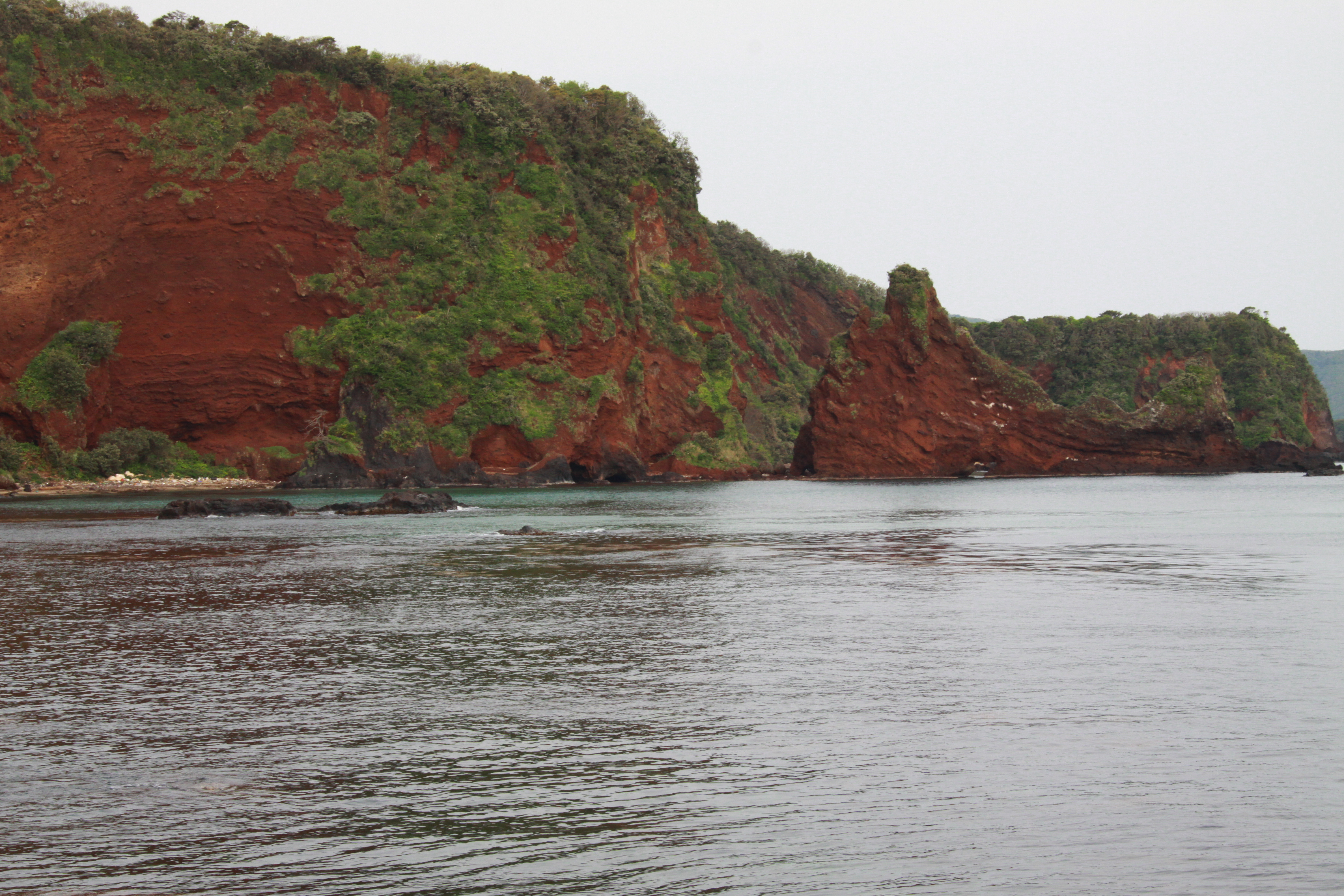
Rote Klippen bei Akiya

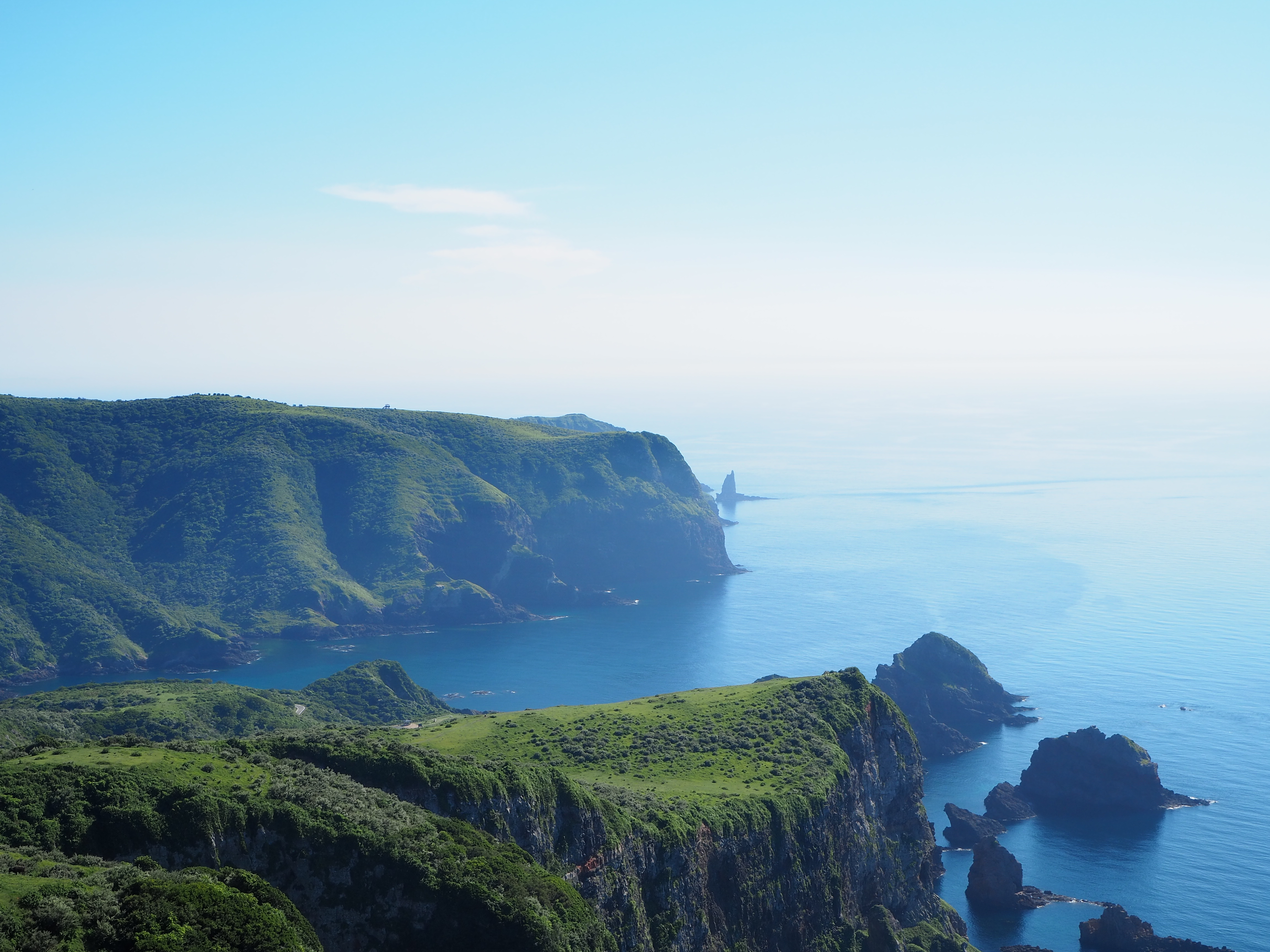
Matangai-Klippen an der Küste

Das Parkgebiet teilt sich in insgesamt etwa fünf nicht miteinander verbundene Teilgebiete auf, die wiederum in gewöhnliche, besondere, besonders geschützte und Marineschutzzonen eingeteilt sind.
Das Teilgebiet Daisen-Hiruzen liegt in den Bergen innerhalb der Präfektur Tottori. Der namensgebende Berg Daisen ist der höchste Berg der Präfektur und der Region Chūgoku. Er wird seit langer Zeit als heiliger Berg verehrt und ist Ort historischer Ruinen, Tempel und Schreine.
Hiruzen-Hochland und Hiruzen Sanza
Auf 500 bis 600 m über dem Meeresspiegel liegt ein Hochlandgebiet am Fuße des Hiruzen Sanza, einer Bergkette bestehend aus Kamihiruzen, Nakahiruzen und Shimohiruzen, die für die Schönheit bekannt ist.
Der Berg Senjo zieht Kletterer mit seiner einzigartigen Form an. Auf halber Höhe des Hangs haben Kletterer einen Blick auf zwei Wasserfälle als Teil der Odaki-Wasserfälle und der Medaki-Wasserfälle. Es ist auch ein Ort, der im Zusammenhang mit dem Kaiser Go-Daigo, der im 14. Jahrhundert lebte, berühmt ist.
Der Berg Mitoku-dake beherbergt eine Gruppe religiöser Einrichtungen der Bergverehrung, die durch den Nationalschatz der Nageiri-Halle (投入堂 nageiri-dō) repräsentiert werden. Dieser Berg bietet auch eine gute Aussicht, sodass Besucher an klaren Tagen bis zum Daisen, Hiruzen Sanza und die Halbinsel Yumigahama sehen können.
Das kleinere Teilgebiet Sanbe umfasst eine Gruppe von Bergen, einschließlich Osanbe, Mesanbe, Kosanbe und Magosanbe umkreist den Muronouchi-Teich. Die Berge weisen Grasland auf dem Gipfel und am Fuß auf, während Wälder an den Hängen wachsen.
Das Teilgebiet an der Ostküste der Shimane-Halbinsel weist viele kleine vorgelagerte Inseln vor, darunter Okinogozen-jima, Kushima, Tsuki-jima und Katsura-jima.
Im Teilgebiet an der Westküste der Shimane-Halbinsel befindet sich Izumo-Taisha, der älteste Shintō-Schrein Japans.
Das letzte Teilgebiet des Parks liegt auf den Oki-Inseln. Die Inselgruppe besteht aus zwei Untergruppen: Dōgo (島後, „Inselnhinteres“) im Osten mit der gleichnamigen Hauptinsel (alternativ Okinoshima genannt) sowie Dōzen (島前, „Inselnvorderes“) im Westen mit den drei bewohnten Hauptinseln Nakanoshima („Mittlere Insel“), Nishinoshima („Westliche Insel“) und Chiburi-jima.
Insbesondere die Küstengebiete aller genannten Inseln gehören zum Park, ebenso der Shizen-Kaiki-Wald auf Dōgo/Okinoshima und die gesamte Fläche einiger kleinerer, unbewohnter Eilande wie Matsushima und Omori-shima. Die Akiya-Küste auf den Oki-Inseln zeichnen steile Klippen aus rotem Basalt aus. Die 257 m hohen Matengai-Klippen an der Kuniga-Küste gehören zu den höchsten in Japan. Besucher können Sightseeing-Boote buchen.

## Flora und Fauna
Auf dem Festland sind finden sich ausgedehnte Wälder an den Hängen und alpine Pflanzen auf den Gipfeln. Am Daisen wachsen zahlreiche Alpenpflanzen, darunter Phyllodoce nipponica, Gaultheria adenothrix, Geranium shikokianum und Veronicastrum japonicum. Auch zahlreiche Seen und Teiche auf dem Parkgebiet bieten einen schützenswerten natürlichen Lebensraum für zahlreiche seltene Arten. Das Gebiet weist eine vertikale Verteilung natürlicher Wälder auf, die von immergrünen Wäldern mit Eichen wie Quercus salicina bis zu Laubwald aus in kühl-gemäßigtem Klima zu findenden Buchen reicht. Auf dem Berg Kenashi wachsen Kolonien von Japanischer Hundszahn (Erythronium japonicum), während Buchenwälder und andere Bäume an den Hängen gedeihen.
Am Daisen finden sich zudem die Schmetterlingsarten Luehdorfia japonica und Melitaea protomedia protomedia. Letztere lebt ausschließlich in den Graslandschaften der Region Chūgoku.
Die Oki-Inseln bieten ebenso Lebensraum für zahlreiche seltene Tier- und Pflanzenarten. Hier wachsen u. a. Aster spathulifolius, Schnittlauch (Allium schoenoprasum var. orientale), Caulerpa scalpelliformis var. denticulate, Nago-Orchideen und Rosen.
Auf den Inseln finden sich große Kolonien an Japanmöwen. Auf der Insel Dōgo ist die vom Aussterben bedrohte Schwanzlurchart Hynobius okiensis endemisch.

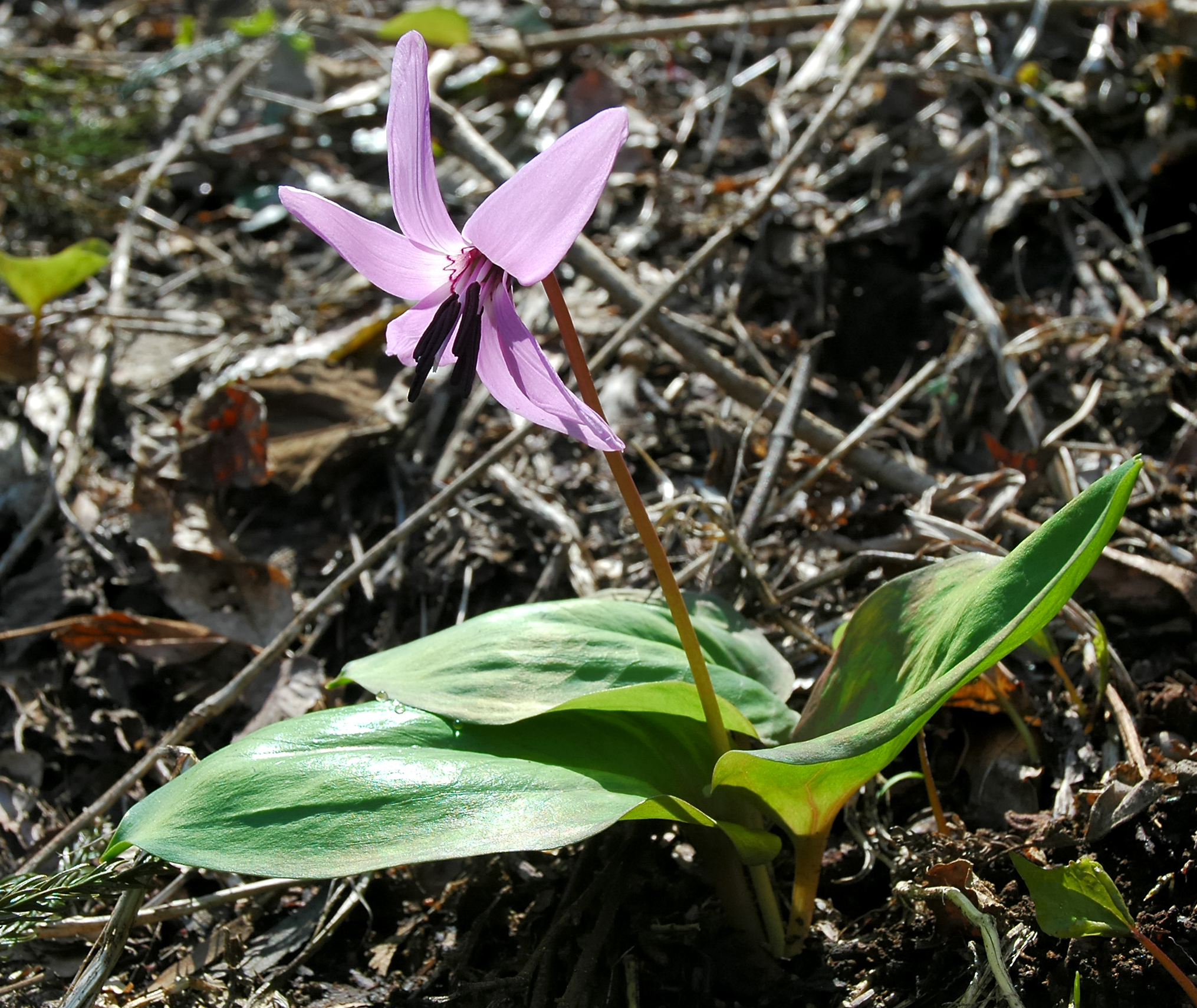
Japanischer Hundszahn
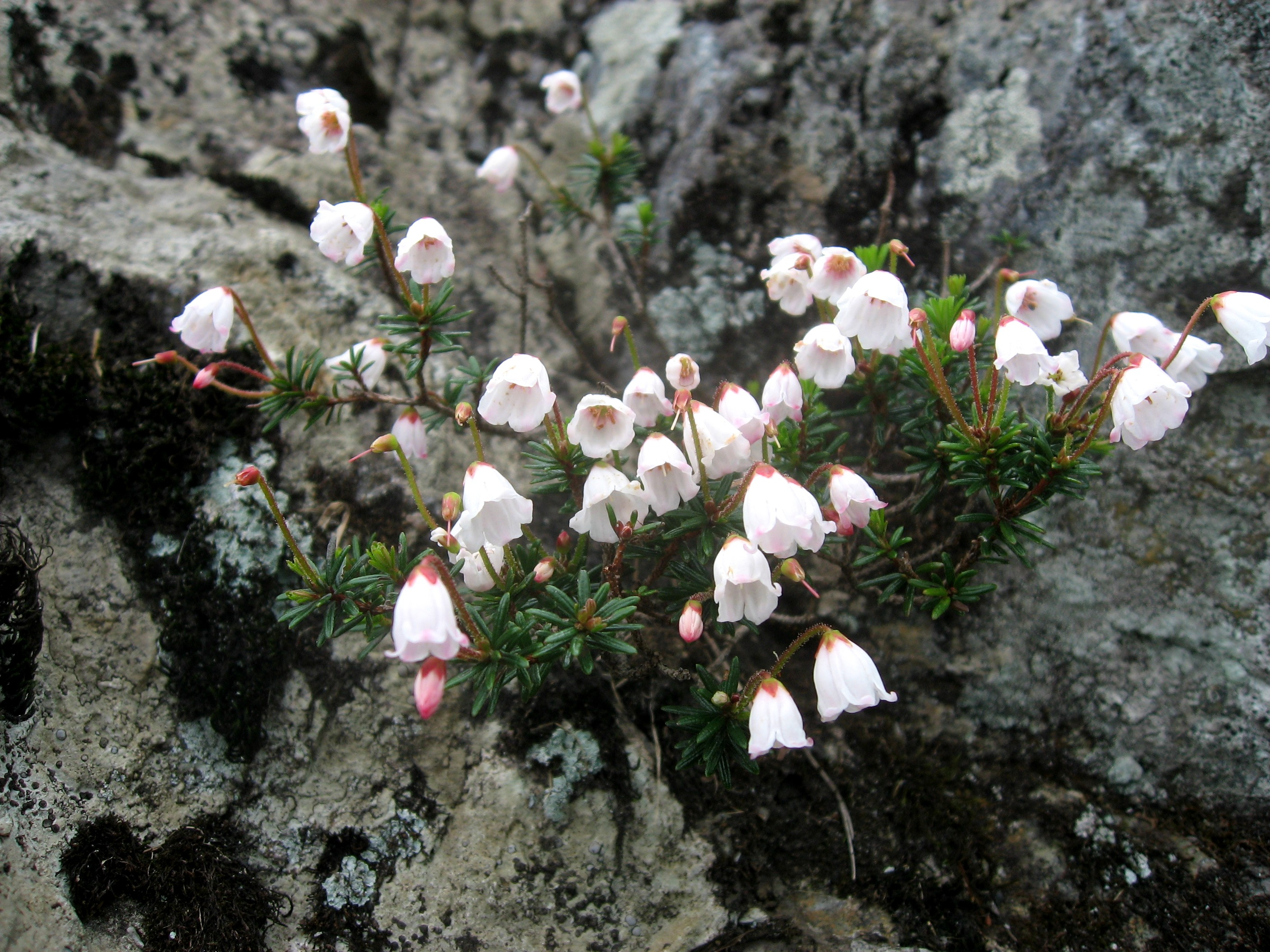
Phyllodoce nipponica
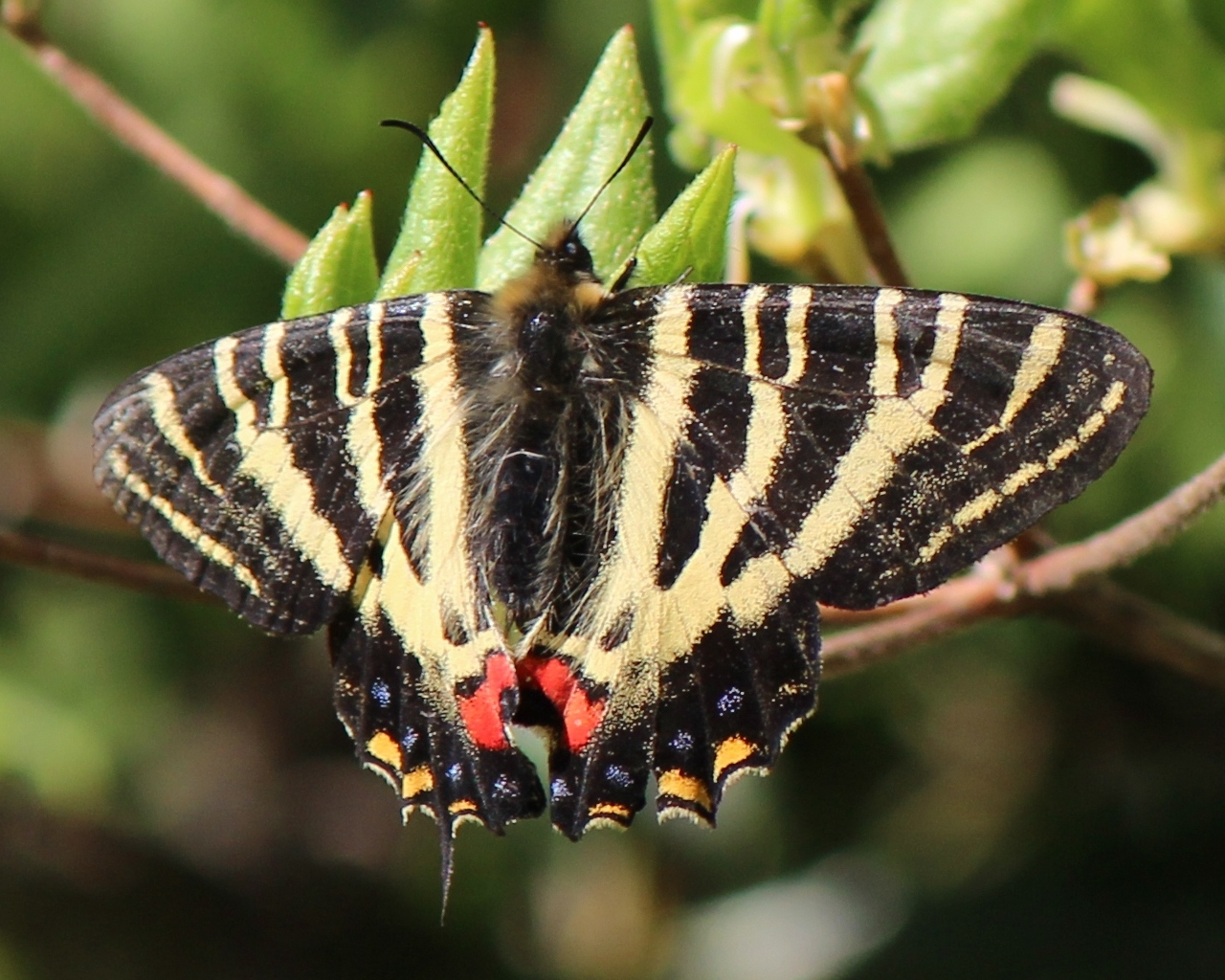
Luehdorfia japonica

## Tourismus
Die jährlichen Besucherzahlen standen zuletzt bei 15,37 Millionen (Stand 2013).